# I lottatori
I lottatori (The Wrestlers) è un dipinto ad olio su cartoncino (53,5x68,6 cm) realizzato intorno al 1840 dal pittore William Etty e conservato alla York Art Gallery di York.

## Descrizione
Il quadro raffigura due uomini che praticano la lotta. Uno dei due lottatori è di origini africane, mentre l'altro è caucasico: ciò rivela che il soggetto non è ispirato a un vero incontro di lotta, dato che lottatori bianchi e neri combattevano raramente insieme, dal momento che gli atleti di colore venivano considerati più deboli. Il lottatore sulla sinistra è completamente nudo, mentre quello sulla destra ha i fianchi coperti da un panno. Alcuni critici hanno ipotizzato che esso non facesse parte del dipinto originale, ma fosse stato aggiunto dopo la morte di Etty in un momento in cui i nudi artistici avevano perso popolarità in Inghilterra. Entrambi i corpi sono imperlati di sudore, evidenziano dall'illuminazione dall'alto.

## Storia
Secondo Sarah Victoria Turner, Etty avrebbe realizzato il dipinto nell'arco di tre sessioni di disegno dal vero con gli studenti della Royal Academy of Arts. Durante la prima sessione avrebbe realizzato il disegno preparatorio con gesso o carboncino, per poi rifinire i bordi con inchiostro. Durante la seconda sessione avrebbe dipinto con colori ad olio il cartoncino, mentre nell'ultima seduta avrebbe effettuato la velatura.
La documentazione riguardante il quadro durante il primo secolo dalla sua creazione è praticamente inesistente e le difficoltà nel ricostruire la storia del dipinto è esacerbata dal fatto che Etty dipinse tre opere distinte intitolate The Wrestlers. Si presume che l'opera sia stata esposta alla Royal Society of Arts nel 1849 in occasione di una grande retrospettiva dedicata ad Etty che includeva oltre centotrenta dei suoi dipinti. Il quadro compare in un documento legale per la prima volta il 31 ottobre 1947, quando fu acquistato per trenta ghinee dal York Civic Trust, che lo donò alla York Art Gallery. Il quadro è rimasto a York da allora, con l'eccezione di alcuni prestiti per mostre e retrospettive, incluso Exposed: The Victorian Nude alla Tate Britain nel 2002.